# Anolis osa
Espèce
Synonymes
- Norops osa (Köhler, Dehling & Köhler, 2010)

Anolis osa est une espèce de sauriens de la famille des Dactyloidae. 

## Répartition
Cette espèce est endémique de la péninsule d'Osa au Costa Rica.

## Étymologie
Cette espèce est nommée en référence au lieu de sa découverte, la péninsule d'Osa.

## Publication originale
- Köhler, Dehling & Köhler, 2010 : Cryptic species and hybridization in the Anolis polylepis complex, with the description of a new species from the Osa Peninsula, Costa Rica (Squamata: Polychrotidae). Zootaxa, no 2718, p. 23–38.